# Das Mädchen auf der Schaukel
Das Mädchen auf der Schaukel (Originaltitel: The Girl in a Swing) ist eine US-amerikanisch-britischer Film aus dem Jahre 1988. Regie führte Gordon Hessler. Es handelt sich dabei um die Verfilmung des gleichnamigen Romans von Richard Adams.

## Handlung
Alan ist Antiquitätenhändler in einer englischen Kleinstadt und hat sich auf altes Porzellan spezialisiert. Durch seine Expertise, aber auch durch seinen Geschäftssinn hat er es zu beträchtlichem Wohlstand gebracht. Als er sich auf eine Geschäftsreise nach Kopenhagen begibt, benötigt er eine mehrsprachige Stenotypistin, die ihm in Person der deutschstämmigen Karin Förster auch gestellt wird. Da Alan an Karin schnell Interesse findet, lädt er sie zuerst in ein teures Restaurant an, später verlängert er seinen Aufenthalt, um mit ihr auch noch ein Klavierkonzert im Tivoli zu besuchen. Die beiden verlieben sich ineinander und da Karin wegen der Schönheit ihrer gemeinsamen Erlebnisse in Melancholie gerät, verspricht Alan ihr, sie zu heiraten. Die Beziehung der beiden ist zwar romantisch, allerdings merkt Alan bald, dass sich Karin in einigen Situationen befremdlich verhält. So lehnt sie eine kirchliche Trauung ab, so dass beide in Florida standesamtlich heiraten und sie will beim Tauchen eine Leiche gesehen haben, die sich nach dem Alan sich noch einmal erkundigt, als Baumstamm herausstellt.
Zurück in England leben die beiden im feudalen Anwesen Alans. Auf seine Bitte besucht sie der Pfarrer regelmäßig, einen Anzug tragend, um mit ihnen philosophische Gespräche zu führen. Zum ersten Streit zwischen Karin und Alan kommt es, als dieser in einem Zimmer eine große Stoffschildkröte auf einem Sessel sieht, Karin aber abstreitet, dass es sich um eine Schildkröte handelt. Bei nochmaligem Sehen, erkennt Alan, dass es sich um ein grünes rundes Kissen gehandelt hat.
Da Karin von Alan in sein Fachgebiet eingeführt wurde, nimmt sie mit ihm an einer Auktion teil und ersteigert eine Figur, nämlich das Mädchen auf der Schaukel, das sich als wertvolle Antiquität erweist. Am nächsten Tag sucht Alan Karin im Garten und findet sie nackt auf der Schaukel in einem kleinen Pavillon. Es kommt zum Geschlechtsverkehr, bei dem Alan das Bewusstsein verliert. Später nehmen die ekstatischen Zustände von Karin zu, so als sie ein Telefongespräch aus Kopenhagen annimmt und eine Kinderstimme nach seiner Mutter ruft oder als sie Alan darum bittet, einen Gottesdienst zu besuchen und beim Abendmahl in Ohnmacht fällt.
An einem stürmischen Nachmittag vernimmt Alan Kinderschreie und entdeckt die Rechnung für die Stoffschildkröte. Da es Karin nicht mehr zuhause aushält, fahren beide mit dem Auto ans Meer. Dort kommt es wieder zu einem intensiven Geschlechtsverkehr, bei dem Alan das Gedächtnis verliert. Wieder bei Bewusstsein wird Alan von der nun eingetroffenen Polizei befragt und im ihm wird gesagt, dass Karin im Krankenhaus sei. Dort muss ein Polizist die ersten Worte aufschreiben, die Karin sagt, wenn sie aus ihrem Zustand erwacht. Diese sind: „Ich hatte kein Mitleid.“ Ein Arzt erklärt in der Zwischenzeit Alan, dass seine Frau schwanger sei und schon zuvor eine Schwangerschaft erlebt habe. Alan sagt, er wisse, dass Karin schon einmal ein Kind hatte, das gestorben sei und der Arzt erklärt ihm, dass es sich dabei um eine ektopische Schwangerschaft gehandelt habe, danach verabreicht ihm der Arzt eine Schlaftablette. Als Alan erwacht, erfährt er von einer Krankenschwester, dass Karin verstorben sei.
Bei einer Anhörung vor Gericht über den Tod seiner Frau schildert Alan dem Richter die Ereignisse an jenem Tag, als er plötzlich im Publikum Karin bemerkt, die einen Regenmantel mit Kapuze trägt und stenographiert. Alan erblickt sie und sie beginnt ihm mit Gesten zu soufflieren. Bei der Frage des Richters, warum Karin sagt, sie habe kein Mitleid, entgegnet ihm Alan, dies sei ein Zitat aus einem deutschen Gedicht. Das Gericht schließt daraufhin die Sitzung und Karin verlässt den Saal.
Nach der Rückkehr in sein Anwesen gibt sich Alan die Schuld und erinnert sich an die Aura von Karin.

## Kritik
„Weitgehend spannungsloser Psychothriller, dessen Versuch, die Gewissensnot seiner Personen durch übersinnliche Phänomene darzustellen, an Inszenierung und Darstellung scheitert.“